# Слов'яновка (Калінінградська область)
Слов'яновка (рос. Славяновка) — селище Багратіоновського району, Калінінградської області Росії. Входить до складу Гвардійського сільського поселення. Населення — 1395 осіб (2015 рік).